# Lech Pacuła
Lech Pacuła (ur. 1964) – polski koszykarz, występujący na pozycji silnego skrzydłowego, multimedalista mistrzostw Polski.

## Osiągnięcia
Drużynowe
- Mistrz Polski (1982)
- Wicemistrz Polski (1983, 1986[1])
- Awans do najwyższej klasy rozgrywkowej z Hutnikiem Kraków (1988[2], 1990)

Reprezentacja
- Uczestnik mistrzostw Europy U–16 (1981 – 11. miejsce)[3]